# 1970 في الجزائر
فيما يلي قوائم الأحداث التي وقعت خلال عام 1970 في الجزائر.

## كتب
من الكتب التي صدرت هذه السنة في الجزائر:
- 1 يناير – ريح الجنوب من تأليف عبد الحميد بن هدوقة.

## مواليد

### يناير
- 1 يناير – الشاب رضوان مغني جزائري.
- 1 يناير – كامل بلغازي ممثل فرنسي.

### فبراير
- 28 فبراير – نور الدين مرسلي

### أبريل
- 20 أبريل – أبو مصعب عبد الودود

### مايو
- 9 مايو – عنتر زوابري
- 14 مايو – ثريا زروال ممثلة فرنسية.

### يونيو
- 17 يونيو – كمال داود كاتب جزائري.

### يوليو
- 4 يوليو – محمد بن قاسمية ملاكم جزائري.
- 9 يوليو – مصطفى خضر

### أكتوبر
- 10 أكتوبر – جمال حيمودي حكم كرة قدم جزائري.
- 19 أكتوبر – نورية مراح بنيدة

### نوفمبر
- 6 نوفمبر – مسعود آيت عبد الرحمن لاعب كرة قدم جزائري.
- 17 نوفمبر – رزقي عمروش
- 18 نوفمبر – منير زغدود لاعب كرة قدم جزائري.

## وفيات

### أكتوبر
- 6 أكتوبر – فضيلة الدزيرية (مواليد 1917) مغنية جزائرية.
- 18 أكتوبر – كريم بلقاسم (مواليد 1922)